# 坂東竹三郎 (3代目)
三代目 坂東 竹三郎（さんだいめ ばんどう たけさぶろう、1898年（明治31年 8月17日） - 1919年（大正8年）2月18日）は大正初期に活躍した歌舞伎役者。本名は渡邊房太郎、屋号は音羽屋。
二代目坂東彦十郎の長子。一鶴と称して6歳で初舞台に上がる。大正4年（1915年）10月、帝国劇場にて幡随院長兵衛の劇中劇で坂田公平に扮し三代目坂東竹三郎と名乗る。しかし、大正8年（1921年）2月、わずか20歳で夭折した。